# Sainte-Innocence
Sainte-Innocence è un comune francese di 103 abitanti situato nel dipartimento della Dordogna nella regione della Nuova Aquitania.

## Società

### Evoluzione demografica
Abitanti censiti